# Sibylla operosa
Sibylla operosa är en bönsyrseart som beskrevs av Roger Roy 1996. Sibylla operosa ingår i släktet Sibylla och familjen Sibyllidae. Inga underarter finns listade i Catalogue of Life.